# René Courcelle
Pour les articles homonymes, voir Courcelle.
René Courcelle, né le 13 février 1886 à Laval et mort le 27 mars 1955 à Fouras, est un botaniste et météorologue français.

## Biographie
Il effectue ses études au Lycée de Laval, et devient bachelier ès lettres en 1904. Il obtient le diplôme de chirurgien-dentiste en 1907, et se fixe à Mayenne en 1911 pour y exercer jusqu'en 1949. Il se retire à Fouras, en Charente-Maritime. Esprit très cultivé, attiré par les sciences de la nature, botaniste éminent, il a constitué un important herbier et laissé une œuvre considérable qui s'échelonne de 1924 à 1955. Il a collaboré au Bulletin de Mayenne-Sciences.
Météorologiste, il poursuivit pendant de longues années ses observations dans le petit poste privé qu'il avait installé à Mayenne.

## Liste partielle des publications
- Inventaire des plantes vasculaires
- Inventaire des muscinées